# Macromitrium trinitense
Macromitrium trinitense är en bladmossart som beskrevs av Robert Statham Williams 1922. Macromitrium trinitense ingår i släktet Macromitrium och familjen Orthotrichaceae. Inga underarter finns listade i Catalogue of Life.